# Hoyt Corkins
Hoyt Corkins (Glenwood) is een Amerikaans professioneel pokerspeler. Hij is in het bezit van twee WSOP-bracelets, gewonnen in een $5,000 Pot Limit Omaha- (WSOP 1992) en een $2,500 No-Limit Hold'em (shorthand)-toernooi (WSOP 2007).
Corkins won tot en met juni 2014 meer dan $5.850.000,- in pokertoernooien (cashgames niet meegerekend). Naast pokerspeler is hij veehouder in Alabama. Hij leerde pokeren van zijn vader. Zijn meest gehoorde bijnaam is 'Cowboy', omdat hij altijd met een cowboyhoed en -laarzen aan tafel verschijnt. 
Corkins verdween na het winnen van zijn eerste WSOP-bracelet uit de pokerschijnwerpers tot 2003. In november van dat jaar won hij de $10,000 No Limit Hold'em World Poker Finals in Connecticut en pakte daarmee zijn eerste World Poker Tour-titel, die hem meer dan een miljoen Amerikaanse dollars opleverde. Nadat hij op diezelfde WPT tweede werd in het $7.500 No Limit Hold'em-toernooi van het PokerStars Caribbean Adventure 2004 én het $10.000 Championship Event van de Gold Strike World Poker Open 2008, greep hij in januari 2010 zijn tweede WPT-titel door het $9.700 No Limit Hold'em - Championship Event van het Southern Poker Championship 2010 te winnen (en daarmee $713.986,-).

## Gewonnen bracelets
| Jaar | Toernooi                           | Prijs (US$) |
| ---- | ---------------------------------- | ----------- |
| 1992 | $5,000 Pot Limit Omaha             | $96,000     |
| 2007 | $2,500 No-Limit Hold'em (6-handed) | $515,065    |